# Cinderella (banda)
Cinderella foi uma banda americana de glam metal  formada em 1983 nos subúrbios da Filadélfia, Pensilvânia. A banda surgiu em meados da década de 1980 com uma série de álbuns de estúdio multiplatina e singles de sucesso cujos videoclipes receberam grande rotação e popularidade na MTV. Cinderella inicialmente tinha como estilo musical o heavy metal e o glam metal, antes de mudar para um som mais baseado no blues rock durante o início de meados dos anos 1990.
Em meados da década de 1990, a notoriedade da banda diminuiu significativamente devido a contratempos pessoais, separações e mudanças na indústria musical americana. Após um breve hiato, Cinderella se reuniu em 1996 e continuou a apresentar-se ao vivo, mas nunca lançou nenhum material de estúdio após seu álbum de 1994, Still Climbing. A banda vendeu 15 milhões de discos em todo o mundo, de acordo com o site oficial do membro da banda Tom Keifer. Depois de participar do "Monsters of Rock Cruise" de 2014, Cinderella voltou a ficar inativa. Em novembro de 2017, Keifer afirmou que a banda não tinha planos de reforma no futuro.

## História

### 1983-1989
Cinderella foi formada em 1983 pelo cantor-compositor, tecladista e guitarrista Tom Keifer e o baixista Eric Brittingham. A formação inicial também incluiu o guitarrista Michael Schermick e o baterista Tony Destra. Em 1985, Schermick e Destra deixaram a Banda para formar o Britny Fox, outra banda de glam metal da Filadélfia . Em uma entrevista de 2014, Tom Keifer afirmou que o baixista do Kiss: Gene Simmons, se interessou pela banda e tentou obter um acordo com o Polygram, mas eles não estavam interessados. Jon Bon Jovi os viu tocar no Empire Rock Club na Filadélfia e conversou com o homem da A & R, Derek Shulman, sobre ver o grupo. Em primeiro momento, Shulman também não estava convencido se queria assinar com a banda para um acordo de desenvolvimento de seis meses. Mas depois de extensas negociações, ele finalmente assinou com a banda.
Em 1985, com um contrato de gravação com a Mercury / Polygram Records, nas obras, o guitarrista Jeff LaBar e o baterista Jim Drnec se juntaram à banda no álbum.
Durante a gravação do álbum de estreia da banda, Night Songs, o baterista da sessão de estúdio Jody Cortez foi trazido para ajudar com a gravação.  Após a conclusão da gravação, Drnec foi substituído pelo baterista de Gloucester City, Albie "Al" Barker, que não fez parte da na capa do álbum e na formação da banda no álbum. Fred Coury se juntou à banda e foi em todos os vídeos de música da MTV e tocou nas próximas turnês. Night Songs foi lançado em 2 de agosto de 1986 e eventualmente alcançou o status de platina tripla, vendendo 50 mil cópias por semana em um ponto. O álbum de heavy metal atingiu o número 3 no Billboard, em fevereiro de 1987. No final de 1987, a banda lançou uma compilação de vídeo chamada "Night Songs" para acompanhar o álbum, com os vídeos promocionais do álbum mais três músicas ao vivo gravadas em sua turnê do ano de 1986.
A primeira turnê do Cinderella foi em 1986, com a banda de glam metal Poison, que abriram para a banda de heavy metal japonesa Loudness. Outras turnês em 1987 foram usados para arenas de grande público: cinco meses para o ex-vocalista do Van Halen, David Lee Roth, e sete meses com Bon Jovi, levando a abertura para a turnê Slippery When Wet. Mais tarde naquele ano, a banda foi para o exterior, aparecendo no Japão, na Escandinávia e nos festivais Monsters of Rock no Reino Unido e na Alemanha.
O segundo álbum da Cinderella, Long Cold Winter, foi lançado em 1988. O novo álbum significou uma mudança para um som mais blues rock , embora ainda pudesse ser descrito como glam metal. Uma turnê de 254 shows para apoiar o álbum durou mais de 14 meses e incluiu datas no Festival de Música de Moscou ao lado de outras bandas de metal, como: Ozzy Osbourne, Scorpions, Mötley Crüe, Bon Jovi e Skid Row. O show do palco da turnê incluiu Tom Keifer sendo baixado para o palco enquanto toca em um piano branco durante o seu hit de rádio "Don't Know What You Got (Till It's Gone)". Em 17 de abril de 1990, a banda lançou uma compilação de vídeo chamada Tales from the Gypsy Road com quatro vídeos promocionais de Long Cold Winter, mais duas medalhas ao vivo, a segunda contendo uma capa do famoso "Sweet Home Alabama" do Lynyrd Skynyrd.

### 1990-1999
O terceiro álbum da Cinderella, Heartbreak Station, foi lançado em 1990. Ele apresentou mais músicas do que Long Cold Winter que foram influenciadas pelo amor de Keifer pelo blues. Após o acompanhamento na turnê, Fred Coury deixou a banda e se juntou ao ex-vocalista do Ratt Stephen Pearcy na banda Arcade.
Em 1991, Keifer perdeu a voz devido a uma paresia de suas cordas vocais. Ele sofreu várias cirurgias para reparar um cisto vocal e hemorragia. Isso foi adicionado aos atrasos na gravação do quarto álbum da banda, Still Climbing que foi finalmente lançado em 1994, com Kenny Aronoff na bateria, mas o álbum rapidamente desapareceu das tabelas. Mercury Records, consequentemente, abandonou a banda, que entrou hiato em 1995. 
Cinderella retomou a atividade em 1997, e no mesmo ano a Mercury Records lançou uma compilação de grandes sucessos intitulada Once Upon A... e uma compilação de vídeo contendo todos os vídeos promocionais dos três primeiros álbuns da banda. O grupo percorreu os Estados Unidos em 1998, com uma parada de show capturada no álbum ao vivo: Live at the Key Club, que foi lançado em 1999 através da Cleopatra Records.

### 2000-2009
Por volta de 1999, a banda assinou com a Sony Records através de John Kalodner. No entanto, a banda foi abandonada pelo rótulo antes que um novo álbum pudesse ser lançado, mergulhando a banda em três anos de litígio. Cinderella saiu em turnê novamente em 2000 e 2002.
Cinderella fizeram parte da turnê VH1 Classic Rock Never Stops 2005, em 2005, e viajou com as bandas FireHouse, RATT e Quiet Riot. A Mercury Records também lançou a compilação Rocked, Wired & Bluesed: The Greatest Hits em CD e DVD.
Em 2006, Cinderella juntou se ao Poison. Ambas as bandas celebraram o 20º aniversário de seus álbuns de estreia, Night Songs e Look What the Cat Dragged In. Cinderella planejou fazer turnê em 2008 com Warrant, Lynch Mob e Lynam, mas no dia 13 de junho daquele ano, Tim Heyne, gerente da banda, disse em um comunicado de imprensa: "É com um grande pesar, que devo anunciar que o Tom Keifer:, vocalista e guitarrista do Cinderella sofreu uma hemorragia no cordão vocal esquerdo, tornando impossível para ele cantar no futuro imediato." Labar foi entrevistado pela Ultimate-Guitar e afirmou que a Cinderella adoraria fazer um novo álbum, mas havia obstáculos que impediam o grupo. Eles ainda não assinaram com uma gravadora depois que a Sony deixou a banda em 2000. Labar também afirmou que está ocupado com sua nova banda, Freakshow, junto de Frankie Banali do Quiet Riot, e Eric está ocupado com Naked Beggars. Uma mensagem postada no quadro de mensagens da Cinderella na primavera de 2009 afirmou que a voz de Keifer voltou ao normal. Promotores do 2009 Rock Gone Wild Festival confirmaram que a banda estava programada para se apresentar em dois festivais no final do verão ou no início do outono de 2009.

### 2010-presente
Cinderella confirmou em seu quadro de mensagens que estarão viajando em 2010 com duas datas de aquecimento já confirmadas. Foi anunciado em 22 de fevereiro que a Cinderella será uma parte da Rocklahoma 2010 em Pryor Oklahoma e no Sweden Rock Festival 2010. Em 26 de fevereiro de 2010, foi anunciado que a Cinderella será o headliner do MSC Poesia a partir de Fort Lauderdale em 11 de novembro de 2010. Em julho de 2010, Cinderella subiu ao palco para abrir para o Bret Michaels, durante o Common Ground Music Festival  em Lansing, com uma série original de estrelas, incluindo: Tom Keifer, Eric Brittingham, Jeff LaBar e Fred Coury. Seguirão então com 14 datas nos EUA que ajudaram o Scorpions na turnê Get It Sting e Blackout.
Em 2010 Cinderella tocou no Festival de Download no Reino Unido em junho, no Rock Jam perto de Grand Junction em 27 de agosto, e também na Feira Estadual de Oregon em 4 de setembro. Em novembro, o Cinderella juntou-se a uma variedade de outras bandas de hard rock que atuam no cruzeiro intitulado "ShipRocked".
Em 2011, o Cinderella realizou uma turnê mundial do 25º aniversário. 20 shows foram confirmados de abril a julho.  Durante a turnê, tocaram  na primeira edição do Festival "Shout It Out Loud" na Alemanha. 
No verão de 2012 o Cinderella fez uma turnê nos EUA com o ex-vocalista do Skid Row, Sebastian Bach.
Em março de 2013, o Cinderella tocou o 2013 Monsters of Rock Cruise juntamente com bandas como Tesla, Kix, Queensrÿche e muitos outros.
Em 14 de março de 2021 o guitarrista Jeff LaBar foi encontrado morto aos 58 anos de idade em sua residência em Nashville. A causa da morte não foi revelada.

## Formação
- Tom Keifer - vocal/guitarra
- Jeff LaBar - guitarra
- Eric Brittingham - baixo
- Fred Coury - bateria

## Discografia

### Álbuns
- 1986 - Night Songs
- 1988 - Long Cold Winter
- 1990 - Heartbreak Station
- 1994 - Still Climbing

### Ao vivo
- 1991 - Live Train to Heartbreak Station
- 1999 - Live at the Key Club
- 2004 - In Concert
- 2006 - Extended Versions
- 2006 - Gypsy Road: Live
- 2010 - Live at the Mohegan Sun
- 2011 - Caught in the Act

### Coletâneas
- 1997 - Looking Back
- 1997 - Once Upon A...
- 2005 - Rocked, Wired & Bluesed: The Greatest Hits
- 2006 - Gold

### Singles
| Ano  | Nome                                       | US Hot 100 | US Mainstream Rock | UK Singles | Álbum              |
| ---- | ------------------------------------------ | ---------- | ------------------ | ---------- | ------------------ |
| 1986 | "Shake Me"                                 | -          | -                  | -          | Night Songs        |
| 1987 | "Nobody's Fool"                            | 13         | 25                 | -          | Night Songs        |
| 1987 | "Somebody Save Me"                         | 66         | 37                 | -          | Night Songs        |
| 1988 | "Gypsy Road"                               | 51         | 20                 | -          | Long Cold Winter   |
| 1988 | "Don't Know What You Got (Till It's Gone)" | 12         | 10                 | -          | Long Cold Winter   |
| 1988 | "Coming Home"                              | 20         | 13                 | -          | Long Cold Winter   |
| 1989 | "The Last Mile"                            | 36         | 18                 | -          | Long Cold Winter   |
| 1990 | "Shelter Me"                               | 36         | 5                  | -          | Heartbreak Station |
| 1991 | "Heartbreak Station"                       | 44         | 10                 | -          | Heartbreak Station |
| 1991 | "The More Things Change"                   | -          | -                  | -          | Heartbreak Station |
| 1994 | "Bad Attitude Shuffle"                     | -          | 37                 | -          | Still Climbing     |

### DVDs
- 2005 - Rocked, Wired & Bluesed - The Greatest Video Hits
- 2005 - In Concert

## Estilo musical
Cinderella é uma banda de glam metal, que também foi descrita como heavy metal, hard rock, e blues rock.